# Ínó
Ínó (latinsky Ino) byla v řecké mytologii dcera thébského krále Kadma a jeho manželky Harmonie. Její lidské skutky nebyly potrestány, naopak z vůle bohů se stala nesmrtelnou.

## Manželka a macecha
Ínó se stala manželkou orchomenského krále Athamanta poté, co zapudil svou manželku Nefelé, bohyni oblaků. Ínó se tak stala macechou dvěma jeho dětem, Frixovi a jeho sestře Hellé, které od první chvíle nenáviděla a rozhodla se jich zbavit. Připravovala si půdu složitými intrikami. Nejprve navedla orchomenské ženy, aby upražily obilí připravené k setí. Poslechly ji a protože osivo nevzrostlo, přišla neúroda, hrozil hlad a nepokoje obyvatel. Ínó navedla Athamanta, aby poslal posly do věštírny pro radu, tyto posly podplatila, aby přinesli odpověď: vše je vinou Frixa a nepomůže nic jiného než ho obětovat. Král se bránil přijmout tento verdikt, ale nakonec se podrobil a obětovány měly být obě děti. V poslední chvíli zakročila vlastní matka dětí Nefelé, přivedla do chrámu zlatého berana a ten těsně před obětním obřadem obě děti na svých zádech odnesl přes moře na daleký sever. Na cestě Hellé spadla do moře a utonula (tuto část moře – dnes zvanou Dardanely – Řekové nazývali Helespont, tedy Hellino moře).

## Matka
Ínó porodila Athamantovi syny Learcha a Melikerta, avšak dlouho šťastni nebyli. Nejvyšší bůh Zeus zplodil se Semelé, sestrou Ínó, syna Dionýsa a poslal ho k Ínó na vychování. Tím na Ínó a jejího manžela rozpoutal hněv své manželky Héry. Ta přivodila Athamantovi šílenství, v němž zabil syna Learcha a chtěl zabít i Melikerta. Ínó mu ho vytrhla z rukou a vrhla se i se synem do moře.

## Odměna místo potrestání
Za své kruté činy nebyla Ínó z vůle bohů potrestána. Naopak, za výchovu Dionýsa byla i se synem přijata mezi mořské nymfy a oba byli povýšeni mezi bohy. Jejich jména byla tím okamžikem změněna na Leukothea (latinsky Albunea nebo Matuta) a z Melikerta se stal Palaimón. Stali se ochránci plavců, vždy připraveni ku pomoci tonoucím. Řečtí a římští námořníci jim prokazovali úctu ještě v křesťanských dobách.

## Základ legendy
Příběh Ínó, připravovaný zločin proti nevlastním dětem a jejich vyhnání, položil základ k velké báji o zlatém rounu, Iásonovi a Argonautech.

## Odraz vumění
Z mnoha vynikajících antických zobrazení Leukothey mezi nejlepší patří bronzová socha ve florentských Uffiziích a reliéfy v římské Ville Albani.
Georg Philipp Telemann v roce 1765 složil kantátu Ino.